# هاري كيرش
هاري كيرش (بالإنجليزية: Harry Kirsch)‏ هو لاعب كرة قاعدة أمريكي، ولد في 17 أكتوبر 1887 في بيتسبرغ في الولايات المتحدة، وتوفي في 25 ديسمبر 1925 في فيلادلفيا في الولايات المتحدة.

## وصلات خارجية
- هاري كيرش على موقعبيزبول رفرنس.كوم (الدوري الرئيسي) (الإنجليزية)
- هاري كيرش على موقعبيزبول رفرنس.كوم (الدوري الثانوي) (الإنجليزية)